# Loïe Fuller

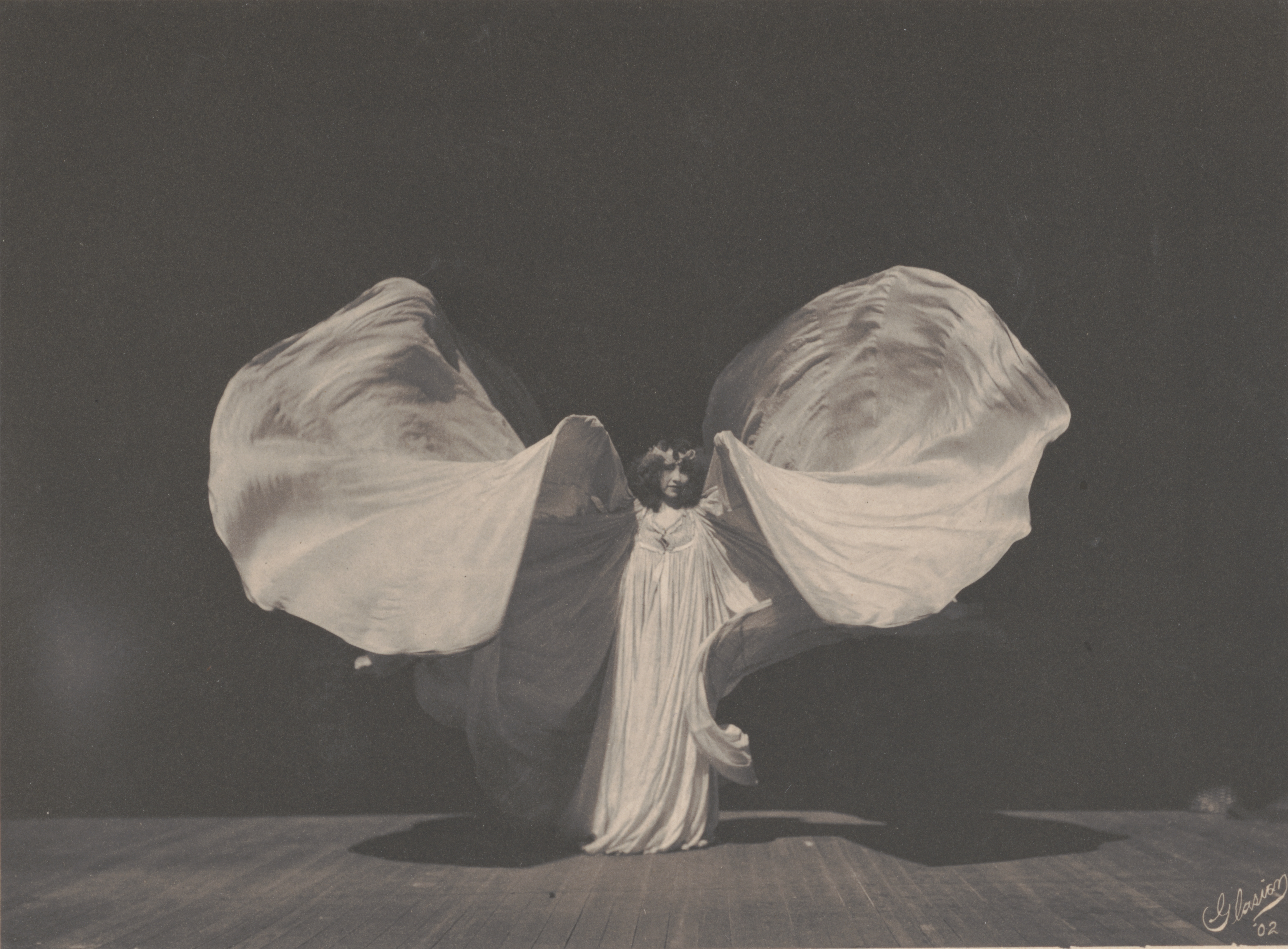

Loïe Fuller (Illinois, 1862. január 15. – Párizs, 1928. január 1.) az egyik első nagy sztár volt a huszadik századi modern táncosnők között. Bár amerikai volt, de Párizsban vált sztárrá, a Montmartre művészei ünnepelték a Folies Bergère-beli fellépéseit. Leghíresebb újítása a szerpentintánc volt. A hatalmas fátyol forgatása különleges, színes színpadi világítással, fényshow-val párosult. Egy alulról megvilágított üvegpadlón táncolt. Marie Curie-t egyszer megbízta különleges, foszforeszkáló kelmék megalkotására. Koreográfiát híres művészek örökítették meg. A Lumière testvérek által rögzített filmfelvétel fennmaradt róla. Rodin rajzokat készített a táncosnőről, megörökítette Lautrec, Mucha. Picasso állítólag a róla készült filmfelvételek hatása alatt találta ki az Avignoni kisasszonyokban a mozgás és a statikusság egyídejű ábrázolását.
Amerikában gyermekkorától – színészként – varietékben lépett fel. 1891-ben találta ki a szerpentintáncot. 1892-ben utazott Európába. Az 1900-as Párizsi Világkiállításon már külön színházat terveztek számára. A világkiállítás egyik fő attrakcója az elektromos fény volt, Fuller ennek minden akkor adott lehetőségét kihasználta.
Technikai tudását tekintve nem is volt igazi táncosnő. Elsősorban a vizuális effektusok színpadi lehetőségeit kereste.